# Coptotettix fossulatus
Coptotettix fossulatus är en insektsart som beskrevs av Bolívar, I. 1887. Coptotettix fossulatus ingår i släktet Coptotettix och familjen torngräshoppor. Inga underarter finns listade i Catalogue of Life.